# 诺厄酩酊大醉

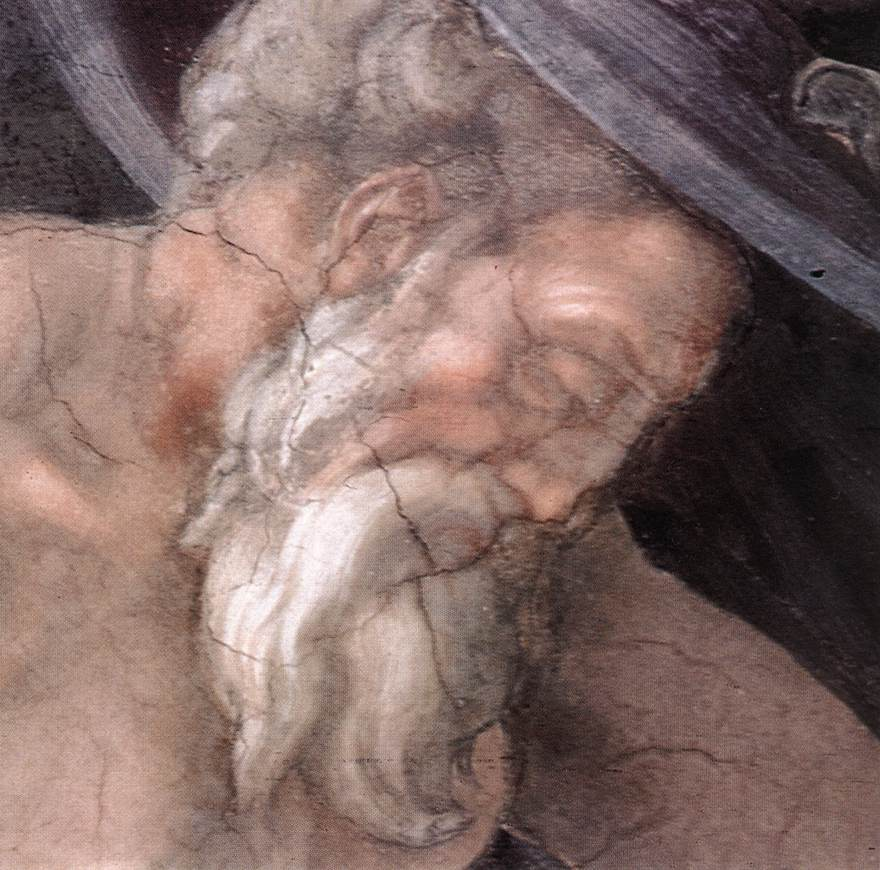
Dettaglio

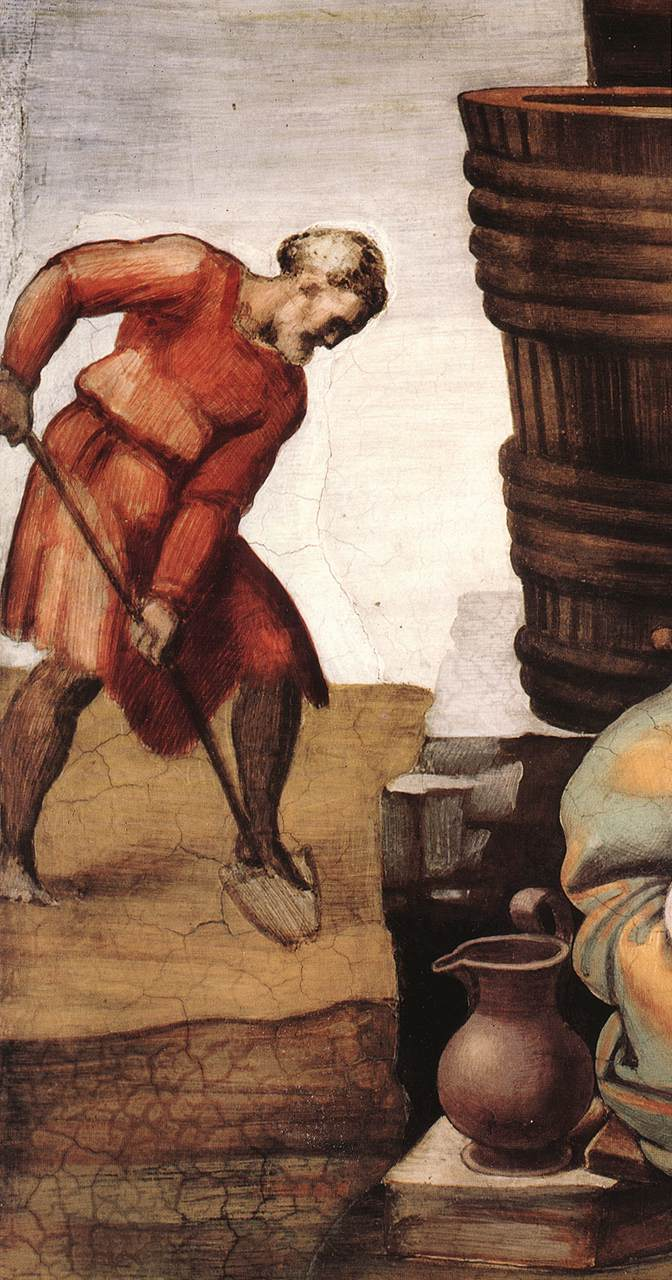
Dettaglio

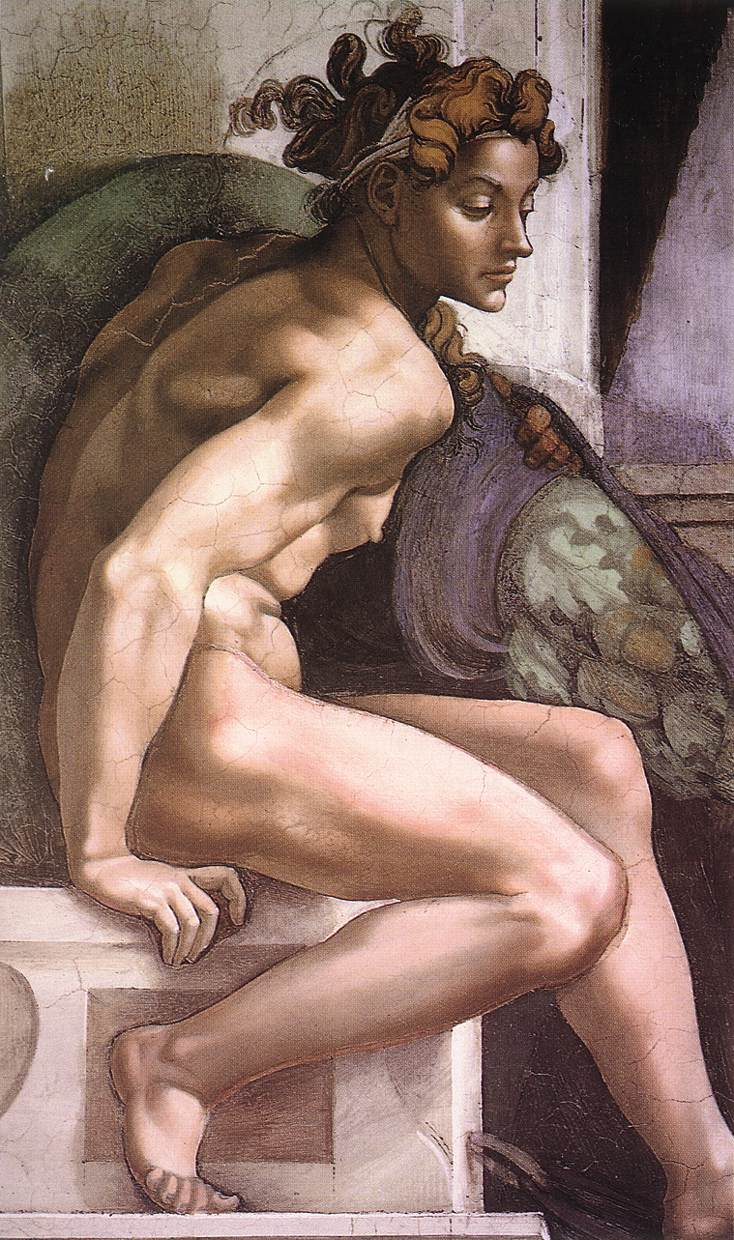

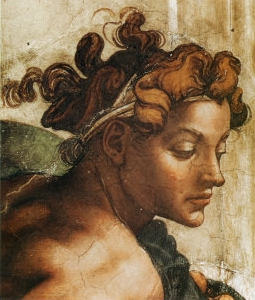
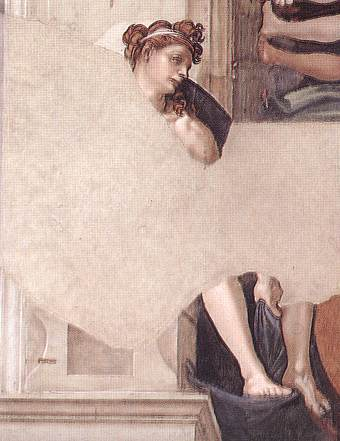
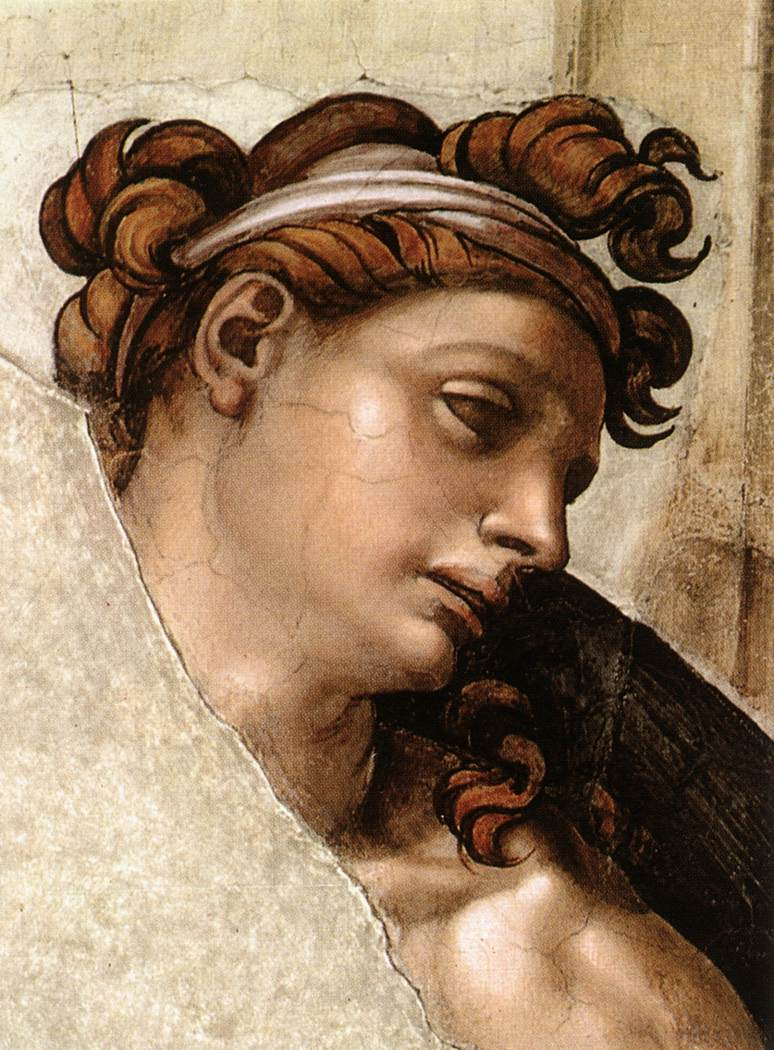
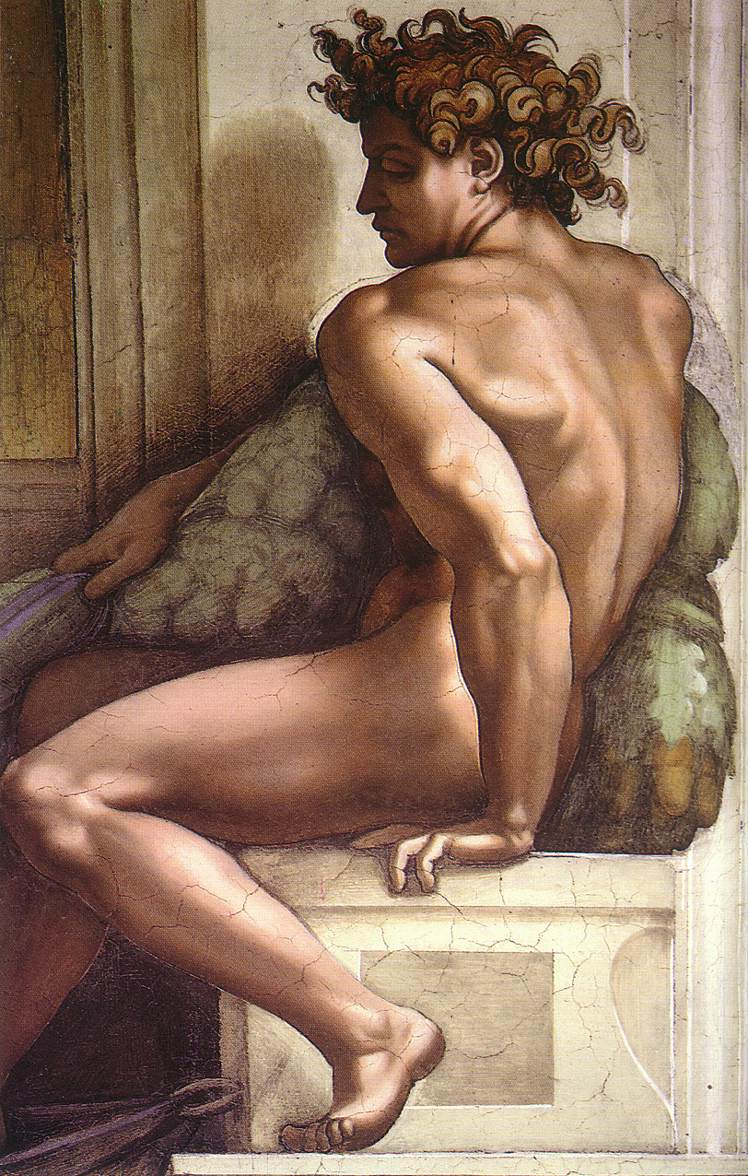
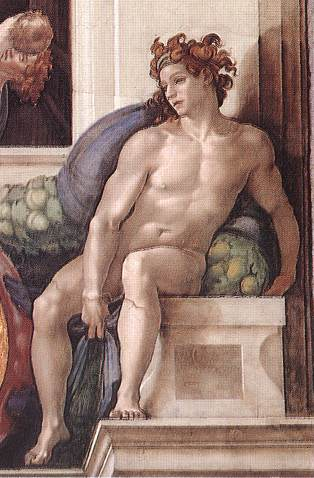

诺厄酩酊大醉（Ebbrezza di Noè）是米开朗基罗的一幅湿壁画，尺寸为170x260厘米，位于罗马梵蒂冈博物馆中西斯汀小堂拱顶天花板上的最后一幅，绘制于1508-1510年，由儒略二世订制。
《圣经》中记载挪亚在葡萄园喝醉，赤身裸体，被儿子含看到，告诉他的兄弟们。于是闪和雅弗倒退着进去，用斗篷遮盖挪亚，背着脸 ，以免看到挪亚的裸体。

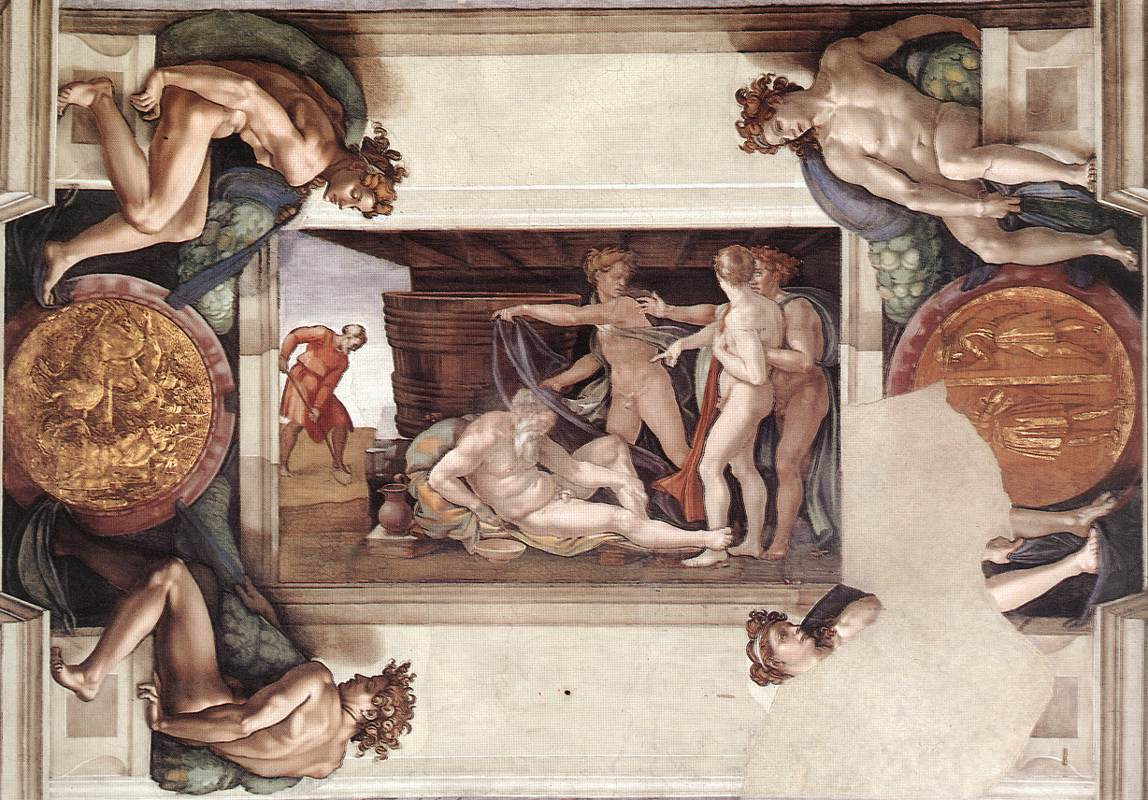
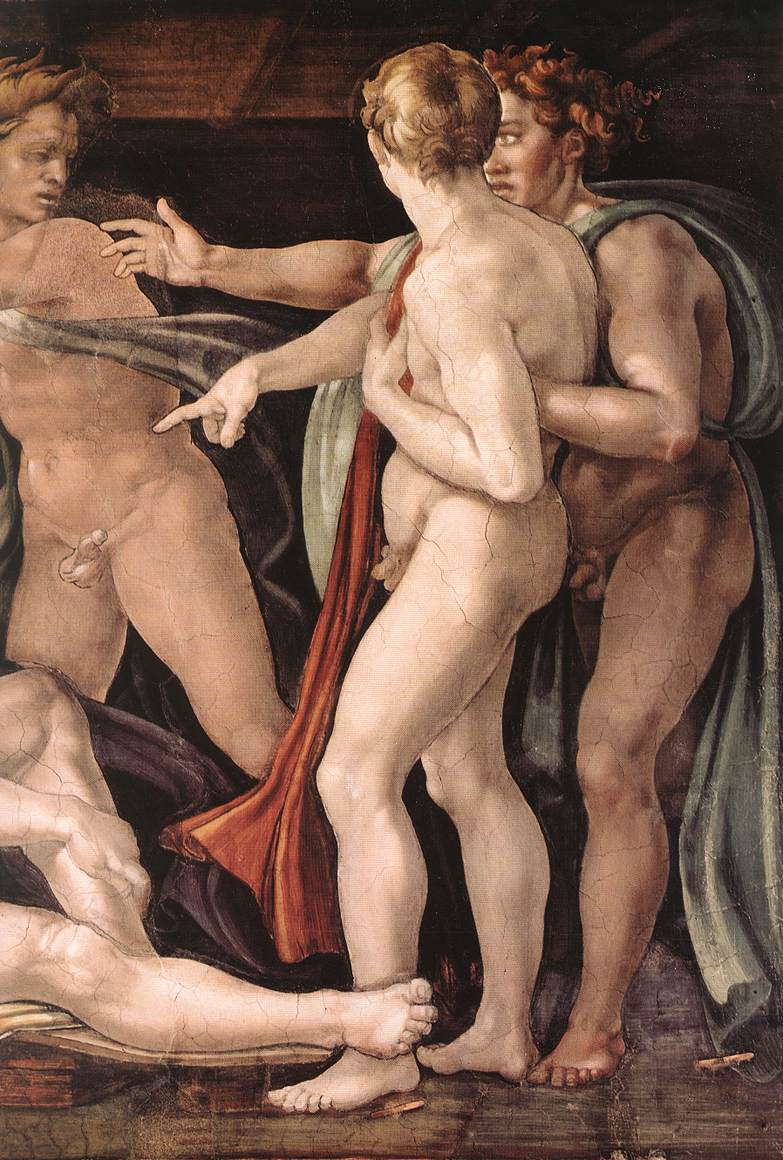